# Mačvanska Mitrovica
Mačvanska Mitrovića (en cirílico Мачванска Митровица» - se pronuncia «Machvanska Mitrovitza), (lit. "Mitrovića de Mačva"), es una ciudad de Serbia en la provincia de Voivodina. Forma parte del municipio de Sremska Mitrovica en el distrito de Sirmia (Srem). En 2002, contaba con 3896 habitantes, en su mayoría serbios. 
Junto con las localidades vecinas de Noćaj, Salaš Noćajski, Radenković, Ravnje Gornja Zasavica y de Donja Zasavica, la población de Mačvanska Mitrovica es la única ciudad de Voivodina situada en la región de Mačva. 
Su nombre significa en lengua serbia « Mitrovica de la Mačva » (Además de ésta, hay una Mitrovica en Sirmia y otra en Kosovo). 

## Geografía
Localizada en las coordenadas 44° 57′ 56″ Norte y 19° 35′ 53″ Este, Mačvanska Mitrovica está situada sobre el río Sava en la orilla opuesta a la de la ciudad de Sremska Mitrovica, población con la que se conecta mediante dos puentes.